# Sgùrr Dearg (berg i Storbritannien, Highland)
Sgùrr Dearg är ett berg i Storbritannien.   Det ligger i kommunen Highland och riksdelen Skottland, i den nordvästra delen av landet, 700 km nordväst om huvudstaden London. Toppen på Sgùrr Dearg är 986 meter över havet. Sgùrr Dearg ligger på ön Skye. Det ingår i Cuillin Hills.
Terrängen runt Sgùrr Dearg är huvudsakligen kuperad, men åt sydväst är den platt. Sgùrr Dearg är den högsta punkten i trakten. 